# Agelasta basimaculatoides
Agelasta basimaculatoides là một loài bọ cánh cứng trong họ Cerambycidae.